# 鹅岭公园

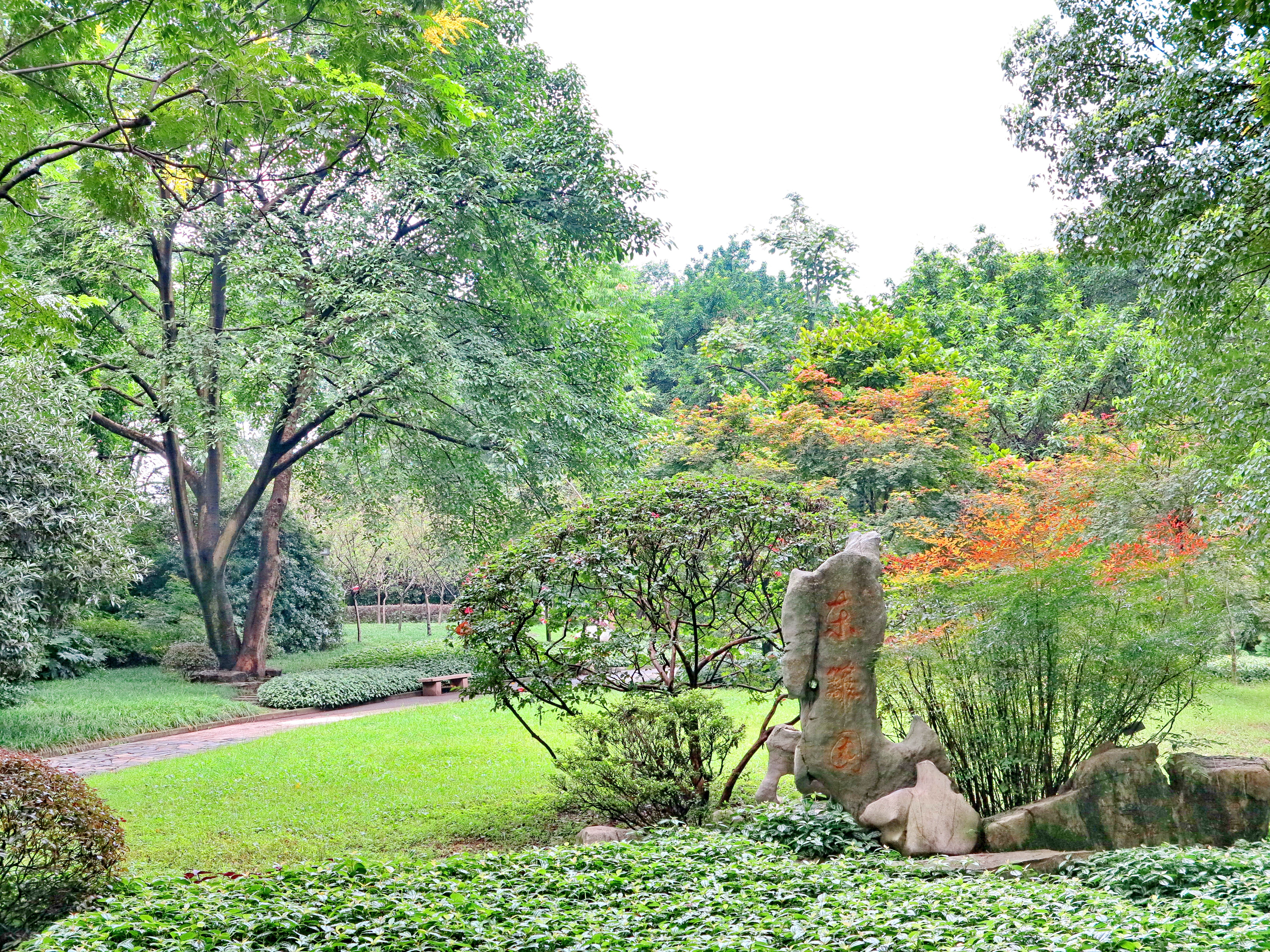
鹅岭公园之秋

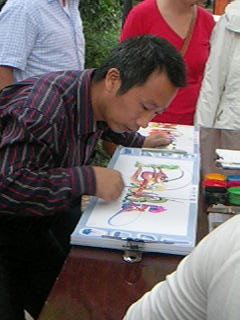
公园内的画家

鹅岭公园位于重庆市渝中半岛狭长地带山岭上，为市区内最高峰，因地形如鹅头而得名。紧临佛图关公园。

## 历史
原名礼园，又称宜园，是1909年由原为重庆商会首届会长李耀庭修建，成为其私人别墅，即鹅岭山庄，后辟为鹅岭公园。有两江亭，其上可眺望整个渝中半岛及长江和嘉陵江。园内的广岛园，是为了介绍重庆的对口友好城市日本广岛县广岛市而修建的全日本风格的园林。
鹅岭山庄完整保留中国“南派园林”的风格。每年春季有郁金香花展，秋季有菊展。
公园内有鹅岭抗战遗址群，包括苏军烈士墓。